# Anacrobunus filipes
Anacrobunus filipes – gatunek kosarza z podrzędu Laniatores i rodziny Epedanidae.

## Występowanie
Gatunek jest endemiczny dla archipelagu Riau.